# 团田乡 (腾冲市)
团田乡，是中华人民共和国云南省保山市腾冲市下辖的一个乡镇级行政单位。

## 行政区划
团田乡下辖以下地区：
曼弄社区村、帕允村、曼歧村、弄玲村、小丙弄村、曼哈村、燕寺村和后库社区村。